# Peter Rogiers

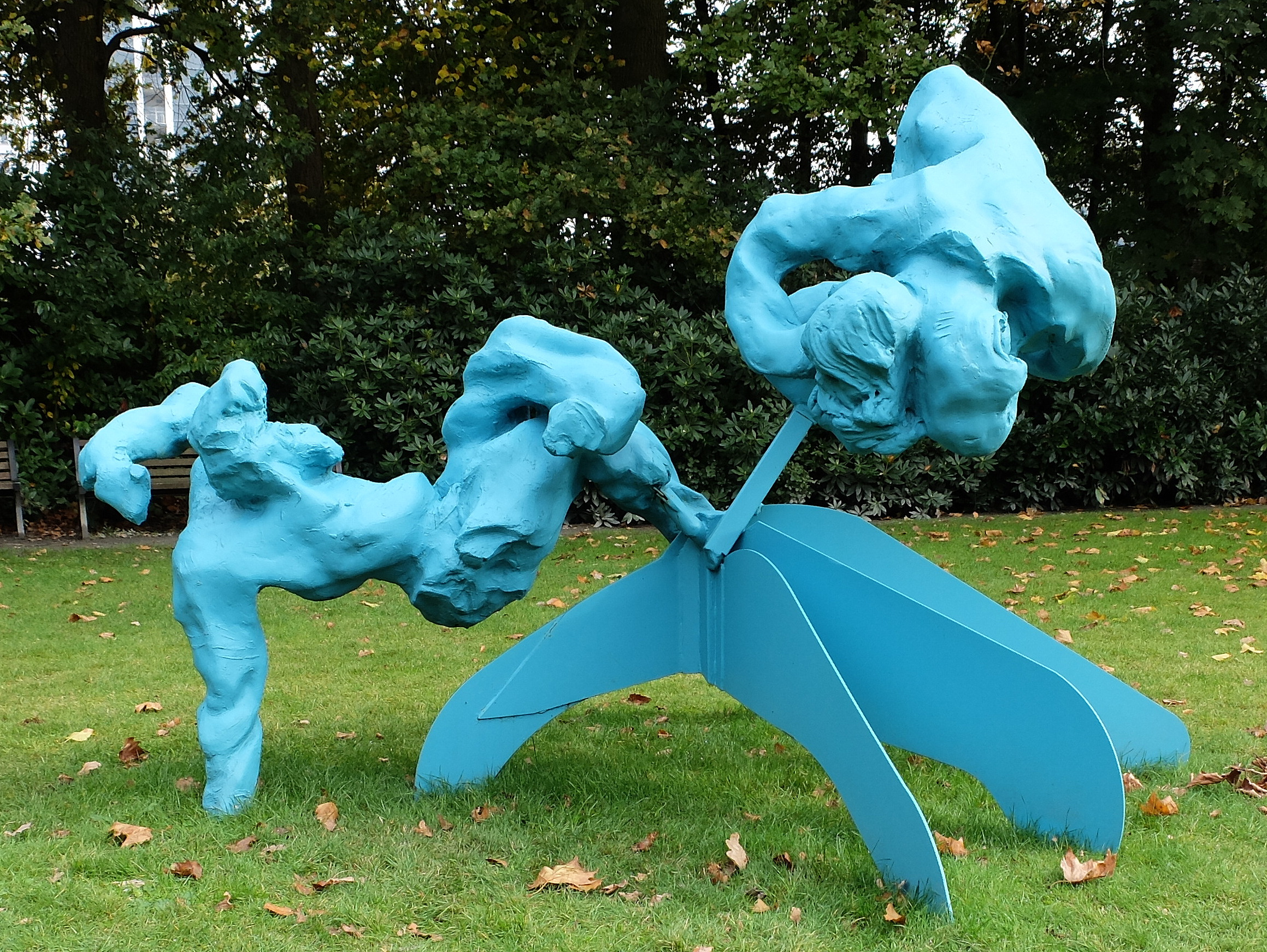
Peter Rogiers: Two reclining figures on a calder base (2006), Antwerpen

Peter Rogiers (Antwerpen, 1967) is een Vlaams beeldhouwer en installatiemaker.

## Situering
Beeldend kunstenaar Rogiers deed middelbare studies in het technisch onderwijs. Na een aantal jaren beroepsactiviteit als technicus begon hij op zijn 21e aan een opleiding aan een hogere kunstschool. Bij aanvang  wilde hij striptekenaar te worden.

De kunstenaars Francis Bacon en Franz West inspireerden hem en in zijn werk verwijst hij naar de iconografie van Pablo Picasso. Ook is de beïnvloeding door strips, underground-cultuur zoals B-films of cult comics merkbaar. Zijn voorkeur voor de dans met de choreografie van William Forsythe werkt door in zijn beeldend werk. De onrust van een dansend lichaam vergroot hij telkens weer in zijn sculpturaal werk. 

De kunstenaar werd begin jaren negentig ontdekt door de Antwerpse galeriehoudster Annette de Keyser. Daarna raakte hij bekend in de hedendaagse kunstwereld met het beeld Degas-danseresje. Dat beeld werd ondertussen aangekocht voor de collectie van de  Vlaamse Gemeenschap. Het beeld stelt een absurde variatie op de bekende Degas-icoon voor, maar dan uitgevoerd in polyester en dierenhuid. Door de materiaalkeuze, maar ook door de verdraaiingen straalt het beeld een tegelijk historische en a-historiserende sfeer uit. Vlak daarna begroette de kunstwereld Rogiers als een 'nieuwe beeldhouwer', een man die weer tastbare, driedimensionale beelden maakt. Geen conceptuele toestanden meer, maar weer een beeld gemaakt met materialen en verwijzend naar een herkenbare voorstelling, het menselijk lichaam. De kunstenaar zelf verklaarde in dit verband: "Ik vind niet dat je als kunstenaar kan werken in functie van de kunstgeschiedenis. Dat is veel te cerebraal. Ik wil mezelf altijd opnieuw verrassen. Ik zoek de subjectiviteit, het ondefinieerbare".

## Tentoonstellingen

### Solotentoonstellingen
- 2010 - Tim Van Laere Gallery, Antwerpen
- 2007 - Roberts & Tilton, Los Angeles
- 2005 - Tim Van Laere Gallery, Antwerpen
- 2004 - Xavier Hufkens, Brussel
- 2002 - Flacc, Casino Waterschei, Genk White-Out studio, Knokke-Heist
- 2000 - Openluchtmuseum voor beeldhouwkunst Middelheim, Antwerpen
- 1999 - Xavier Hufkens, Brussel, Peter Rogiers - In Motion, part I, Eve-N & Yet, Leuven
- 1997 - De praktijk, MuHKA, Antwerpen, Xavier Hufkens, Brussel
- 1995 - Jan van Eyckacademie, Maastricht, Galerij Annette De Keyser, Antwerpen

### Groepstentoonstellingen
- 2006 - ARCO, Tim Van Laere Gallery, Madrid, Middelheim Open Air Museum, Antwerpen, Watou
- 2005 - 'Hit you with a flower'-Tim Van Laere Gallery, Antwerpen (België)
- 2004 - tekeningen, Voorkamer, Lier (België), Lustwarande 04 - Disorientation by Beauty, Tilburg,Footnotes & Context, wetenschapsbibliotheek, Katholieke Universiteit Leuven, Heverlee
- 2003 - Once upon a time... (een blik op kunst in België in de jaren 90), MuHKA, Antwerpen, Gezichten.../ Facing, Flacc, Casino Waterschei, Genk
- 2002 - Spervuur, Leuven, Grimbergen 2002 (België), (conflict) over grenzen - crossing borders  Flacc, Casino Waterschei, Genk
- 2001 - Peter Rogiers, Johan Tahon, Kennedyhuis, Washington, Art Brussel, Galerie X. Hufkens, Brussel